# Джой (лунный кратер)
Кратер Джой (лат. Joy), не путать с кратером Джоя (лат. Gioja) — маленький ударный кратер в северо-восточной части гор Апеннины на видимой стороне Луны. Название присвоено в честь американского астронома Альфреда Хэррисона Джоя (1882—1973) и утверждено Международным астрономическим союзом в 1973 г. 

## Описание кратера
Ближайшими соседями кратера являются кратер Сантос-Дюмон на северо-западе; кратер Линней на северо-востоке, крохотные кратеры Мануэль и Йоши на востоке, а также кратер Арат на юго-западе. На западе от кратера находится борозда Хэдли, а за ней Болото Гниения; на севере-северо-востоке борозды Френеля и мыс Френеля; на востоке Море Ясности и гряда Гэста; на юге Гемские горы. Селенографические координаты центра кратера 25°01′ с. ш. 6°34′ в. д. / 25,01° с. ш. 6,56° в. д., диаметр 5,1 км, глубина 1,2 км.
Кратер имеет циркулярную чашеобразную форму. Высота вала над окружающей местностью достигает 180 м, объем кратера составляет приблизительно 5 км³. По морфологическим признакам кратер Джой относится к типу ALC (по наименованию типичного представителя этого типа — кратера Аль-Баттани C).
До получения собственного наименования в 1973 г. кратер имел обозначение Хэдли А (в системе обозначений так называемых сателлитных кратеров, расположенных в окрестностях кратера, имеющего собственное наименование). В данном случае Хэдли – наименование не кратера, а пика Хэдли, лежащего на северо-востоке от кратера Джой.

## Сателлитные кратеры
Отсутствуют.